# باروخ أورين
باروخ أورين (بالعبرية: ברוך אורן) (7 أكتوبر 1915 - 23 يونيو 2004) معلم وكاتب وشخصية عامة إسرائيلية.
حصل على جائزة إسرائيل في عام 1980 للمساهمة المتميزة في المجتمع والدولة، ولتأسيسه فرع لمنظمة «ياد لابانيم» في بتاح تكفا، وهي منظمة لإحياء ذكرى قتلى الجيش الإسرائيلي، ولرعاية العائلات الثكلى.

## حياته
ولد باروخ أورين في نوفي بوهوست بالقرب من فيلنيوس عاصمة ليتوانيا، باسم باروخ سوسنوفيك. ودرس في يشيفا (مدرسة دينية) في فيلنيوس، وبدأ العمل مدرساً في فيلنيوس ووارسو. وفي تلك الفترة انضم إلى حركة «الشباب الصهيوني».
وبعد اندلاع الحرب العالمية الثانية، هرب مع أخيه الأكبر مناحيم، إلى ليتوانيا، ومن هناك هاجر الاثنان إلى فلسطين عام 1941 عبر الشرق الأقصى. وعمل في البداية كمدرس في كيبوتس تل يوسف، وفي عام 1944 استقر في بتاح تكفا، حيث عمل لسنوات عديدة في التعليم. واشترك في الحرب العربية الإسرائيلية في عام 1948.

## نشاطه الصهيوني
وفي عام 1948 أُرسل ممثلا عن الوكالة اليهودية ولجنة التوزيع الأمريكية اليهودية المشتركة، لمدة عامين لتنسيق المشروع التعليمي لمعسكرات الناجين من الهولوكوست في ألمانيا. وفي ذلك الوقت عمل كمراسل لصحيفة دافار الإسرائيلية في ألمانيا، وكان مسؤول العلاقات العامة للجالية اليهودية في ميونيخ.

## جوائز
في عام 1953، أسس باروخ أورين فرع لمنظمة «ياد لابانيم» في بتاح تكفا (وهي منظمة وطنية غير ربحية لإحياء ذكرى قتلى الجيش الإسرائيلي ورعاية العائلات الثكلى). وكرس سنوات عديدة لتطوير المنظمة. ونتيجة لذلك حصل على جائزة إسرائيل 1980 لمساهمته المتميزة في المجتمع والدولة.

## عمله في الكتابة
واستمرت أنشطته العامة كمراسل في الصحافة اليومية والمحلية وفي صحافة الأطفال. كما نشر كتب أطفال ودراسات عن تاريخ مدينة بتاح تكفا وكتب محتوى لبرامج صوت إسرائيل والقناة الإسرائيلية الأولى. واقترن هذا النشاط بنشاطه السياسي: فحرر أورن الكتب الثلاثة لمنظمة الهاجاناه لقدامى المحاربين، وكان نشطًا في جمعية الهاجاناه، وجمعية الجندي، ومنظمة الآباء الثكلى، ونجمة دافيد الحمراء، والمتاحف في جميع أنحاء البلاد.
بالإضافة إلى ذلك، كان عضوًا فخريًا في جمعية الرسامين والنحاتين في إسرائيل وفي المنظمة الدولية لرسامين الشفويين.

## وفاته
توفي عام 2004، عن عمر يناهز 89 عامًا. ودفن في المقبرة الأرجوانية في مسقط رأسه.